# Bertrand Bonello
Bertrand Gérard Michel Bonello (Niça, 11 de setembre de 1968) és un realitzador, guionista i compositor francès. El 2011 va estrenar L'Apollonide: souvenirs de la maison close, que s'ha convertit en una pel·lícula de culte.

## Biografia
Nascut en Niça l'11 de setembre de 1968, Bertrand Bonello comparteix la seva vida entre París i Mont-real al Canadà amb la seva parella, la fotògrafa Josée Deshaies, canadenca de naixement. Músic de formació clàssica, ha acompanyat a nombrosos artistes com Françoise Hardy, Elliott Murphy, Gérald de Palmas o Daniel Darc. En 1995 decideix consagrar-se al cinema. Des de llavors, ha realitzat tres curtmetratges i dos documentals, entre els quals figura el titulat Qui je suis (1996), a més d'un grapat els seus llargmetratges.

## Trajectòria
El seu primer llargmetratge, Quelque chose d'organique (1998), presentat al festival de Berlín en la secció Panorama, cerca un lloc en la nova generació de cineastes francesos. El seu segon llargmetratge, amb un títol provocatiu, Le Pornographe, amb Jean-Pierre Léaud, va ser presentat en la secció Setmana Internacional de la Crítica del 54è Festival Internacional de Cinema de Canes i va obtenir el premi de la FIPRESCI. La pel·lícula evoca les relacions patern filials, així com l'ofici de cineasta i el compromís polític.
Bertrand Bonello presenta un univers singular amb Tiresia, la seva tercera pel·lícula, que va participar en la competició oficial del 56è Festival Internacional de Cinema de Canes el 2003. El 2005, va presentar a la selecció oficial de Canes el curtmetratge Cindy, The Doll is mine. En ell, l'actriu Àsia Argento interpreta un personatge inspirat en la fotògrafa estatunidenca Cindy Sherman. En 2008, va estrenar la pel·lícula De la guerre, on l'autobiografia es barreja amb una ficció molt lliure. Va ser presentada a la Quinzena dels realitzadors del mateix any.

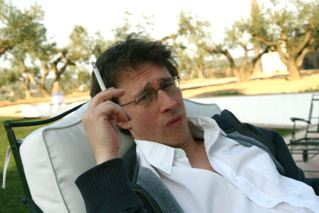
Bertrand Bonello el 2009.

En 2010 presenta a Locarno el seu curtmetratge Where the boys are. El 2011, estrena la pel·lícula L'Apollonide: souvenirs de la maison close, una atrevida ficció sobre un bordell, amb una distribució prestigiosa per a un pressupost limitat. Va ser aclamada per la premsa i presentada en la competició oficial del 64è Festival Internacional de Cinema de Canes. En 2012, va presidir el jurat de la setmana de la crítica. En 2014, després de l'èxit de L' Apollonide, Bonello és contractat pels productors Éric i Nicolas Altmayer per a realitzar una pel·lícula biogràfica sobre el cèlebre modista Yves Saint Laurent. Sant Laurent surt el 2014, amb Gaspard Ulliel en el paper principal.
En paraules de Bertrand Bonello, el director ha volgut mostrar «el que li costava al modista ser Yves Saint Laurent tots els dies», entre creació, depressió i deures personals. La pel·lícula va ser seleccionada al Festival de Cannes 2014. La pel·lícula va obtenir la millor taquilla de Bonello, perquè va vendre més de 350 000 entrades, i competeix amb una altra pel·lícula que porta el mateix nom, Yves Saint Laurent, de Jalil Lespert. La pel·lícula va ser seleccionada per a representar a França al Oscar a la millor pel·lícula de parla no anglesa el 2015, però no va ser premiada. No obstant això, la pel·lícula va rebre un total de 10 nominacions als premis César 2015, entre altres a la millor pel·lícula i millor realitzador.
A l'agost de 2016 presenta Nocturama, pel·lícula per a la qual Bonello havia remenat un altre nom, "Paris est une fête". Aquesta pel·lícula, alguns dels actors de la qual són amateurs, tracta de la relació entre una joventut a la deriva i la violència cega, el terrorisme. A causa de raons externes, la pel·lícula no va ser seleccionada al 69è Festival Internacional de Cinema de Canes.

### Creació musical i altres arts
Bertrand Bonello és un apassionat per la música. El juny de 2007 va sortir el seu àlbum My new Picture. El seu tercer àlbum, Accidents (Nuun Rècords), es va editar en 2014. Es tracta d'un àlbum gairebé instrumental, entre música clàssica i sintetitzadors.
Organitza també una exposició del Centre d'Art Pompidou. I un llibre està editat, Films Fantômes, sobre els seus projectes inacabats. I per a acabar l'any, és membre del jurat del Festival Internacional de Cinema de Marràqueix.

## Filmografia

### Curtmetratges
- 1996: Qui je suis sobre Pier Paolo Pasolini amb dibuixos de Jean-Charles Blais
- 2002: The Adventures of James and David
- 2005: Cindy: The Doll Is Mine
- 2007: My New Picture (curtmetratge musical)
- 2010: Where the Boys Are
- 2014 : "Où en êtes-vous ?"
- 2016: Sarah Winchester, opéra fantôme
- 2020 : "Où en êtes-vous #2"

### Llargmetratges
- 1998: Quelque chose d'organique
- 2001: Le Pornographe
- 2003: Tiresia
- 2008: De la guerre
- 2011: L'Apollonide : Souvenirs de la maison close
- 2012: Ingrid Caven, musique et voix
- 2014: Saint Laurent
- 2016: Nocturama
- 2019: Zombi Child
- 2022: Coma

A més de dirigir, Bonello realitza el guió de totes les seves pel·lícules i també compon la música de totes les seves produccions (excepte Tiresia)

### Actor
- 2006: On ne devrait pas exister de HPG
- 2011 : L'Apollonide : Souvenirs de la maison close : un valet preparant Madeleine
- 2014: Saint Laurent de lui-même : un periodista de Libération
- 2015: Le Dos rouge d'Antoine Barraud: Bertrand
- 2021: Titane de Julia Ducournau: EL pare d'Alexia

## Discografia
- 1998: Quelque chose d'organique (sous le pseudonyme de Laurie Markovitch)
- 2006: Oblique Sratégies
- 2007: My new picture
- 2008: I want you (avec le collectif The Wantones)
- 2014 : Accidents[7]

==

## Premis i distincions
Festival Internacional de Cinema de Cannes
| Any  | Categoria           | Pel·lícula     | Resultat  |
| ---- | ------------------- | -------------- | --------- |
| 2001 | Premi de la Crítica | Le Pornographe | Guanyador |

Festival Internacional de Cinema de Sant Sebastià
| Any  | Categoria    | Pel·lícula | Resultar  |
| ---- | ------------ | ---------- | --------- |
| 2016 | Premi Signis | Nocturama  | Guanyador |